# Acemetacin
Acemetacin ist ein Analgetikum aus der Gruppe der nicht-steroidalen Antirheumatika (NSAR). Es zählt zu den Derivaten der Indolessigsäure.

## Eigenschaften
Acemetacin ist ein brennbares, blassgelbes Pulver. Die kristalline Substanz zeigt Polymorphie. Der Stoff ist stark gewässergefährdend (WGK 3).
Die Kristallstruktur von Acemetacin wurde 2013 bestimmt.

## Anwendung
Acemetacin wird vor allem bei entzündlich-rheumatischen Erkrankungen, Arthrose oder Morbus Bechterew eingesetzt. Wegen relativ starken Nebenwirkungen kommt der Wirkstoff nur noch selten zum Einsatz.
Er wurde von Tropon 1972 entwickelt und ist als Generikum im Handel.

## Wirkmechanismus
Acemetacin ist ein Prodrug (Glycolsäure-Ester des Indometacins). Es wird nach der Einnahme in die wirksame Substanz Indometacin umgebaut (Wirkmechanismus siehe dort).
Als nicht-steroidales Antirheumatikum hemmt Acemetacin die Bildung von Prostaglandinen. Diese Botenstoffe spielen eine wichtige Rolle bei Entzündungen und bei der Schmerzweiterleitung. Die Prostaglandinhemmung wirkt also gegen Entzündungen und ist schmerzlindernd.

## Nebenwirkungen und Anwendungsbeschränkungen
Die am häufigsten beobachteten Nebenwirkungen betreffen den Verdauungstrakt: Übelkeit, Erbrechen, Durchfall, Blähungen, Verstopfung, Verdauungsbeschwerden, abdominale Schmerzen, Teerstuhl, Bluterbrechen (Hämatemesis), ulzerative Stomatitis und Verschlimmerung von Colitis und Morbus Crohn wurden beobachtet. Auch können peptische Ulzera, Perforationen oder Blutungen auftreten, insbesondere bei älteren Patienten.
Bei in der Vergangenheit aufgetretenen peptischen Ulzera, gastrointestinalen Blutungen oder Perforation im Zusammenhang mit einer vorherigen Therapie mit NSAR, bei Hämorrhagien oder  ungeklärten Blutbildungsstörungen darf Acemetacin daher nicht angewendet werden. Ebenso ist es bei  schwerer Herzinsuffizienz kontraindiziert. Ferner darf Acemetacin im letzten Drittel der Schwangerschaft nicht gegeben werden, da die Substanz in ihrer Eigenschaft als Prostaglandinsynthese-Hemmer auf Nieren und Herz-Lungen-Kreislauf des Fetus toxisch wirkt und wegen der möglichen Verlängerung der Blutungszeit und der Hemmung  von Uteruskontraktionen sich nachteilig auf den Geburtsvorgang auswirken kann.

## Fertigarzneimittel
Rantudil (D), Rheutrop (A), Tilur (CH); verschiedene Generika